# Aykut Turan
Mustafa Aykut Turan (* 4. März 1993 in Yıldırım, Bursa) ist ein türkischer Fußballspieler, der für Sarıyer SK spielt.

## Karriere

### Verein
Turan wurde 1993 in Yıldırım, einem Landkreis der Provinz Bursa, geboren. 
Im Alter von zehn Jahren begann er bei Bursaspor mit dem Fußballspielen. Er blieb dem Verein jahrelang treu und bekam als „Gegenleistung“ zu seiner Volljährigkeit einen Profivertrag. Bei Bursaspor kam er lediglich bei der Reservemannschaft zum Einsatz. Nach drei Kurzeinsätzen bei Fethiyespor, wechselte Turan in der Hinrunde der Saison 2012/13 zum Ligakonkurrenten Altay Izmir. Hier kam er in insgesamt 14 Spielen zum Einsatz. Nach seinem Aufenthalt in Izmir, verbrachte er die Rückrunde wieder bei der Reservemannschaft von Bursaspor.
Im Sommer 2013 wurde der Vertrag bei Bursaspor aufgelöst. Auf der Suche nach einem neuen Verein schloss er sich erneut seinem alten Klub Fethiyespor an. Bereits zur nächsten Winterpause wechselte Turan zum Drittligisten Sarıyer SK.